# Akon
Aliaune Badara Thiam (San Luis, Misuri; 16 de abril de 1973), más conocido como Akon (pronunciado /ˈeɪkɒn/), es un cantante, rapero, compositor de canciones, productor discográfico, actor y empresario senegalés-estadounidense. Saltó a la fama en 2004 tras el lanzamiento de "Locked Up" (con Styles P), el primer sencillo de su álbum debut Trouble (2004), seguido del segundo sencillo "Lonely". 
Su segundo álbum, Konvicted (2006), recibió tres nominaciones a los premios Grammy por Mejor Álbum de R&B Contemporáneo y Mejor Colaboración Rap/Cantada por las canciones "Smack That" (con Eminem) y "I Wanna Love You" (con Snoop Dogg). Ambos sencillos se convirtieron en los diez primeros éxitos de Billboard Hot 100, seguidos de "Don't Matter" y "Sorry, Blame It on Me". Su tercer álbum de estudio llamado Freedom (2008) estuvo encabezado por el sencillo "Right Now (Na Na Na)".
Akon es uno de los artistas con mayor número de colaboraciones de la historia. A menudo proporciona voces como artista destacado y actualmente se le atribuyen más de 300 apariciones especiales y más de 35 canciones Billboard Hot 100, lo que acabó premiándole con cinco nominaciones a los premios Grammy. Es el primer artista solista en ocupar el número uno y dos simultáneamente en las listas Billboard Hot 100 dos veces. Akon ha tenido cuatro canciones certificadas como 3 × platino, tres canciones certificadas como 2 × platino, más de diez canciones certificadas como 1 × platino y más de diez canciones certificadas como oro por la RIAA.
En una parte de su carrera musical, fundó dos sellos discográficos, Konvict Muzik y KonLive Distribution. Una multitud de artistas exitosos, incluidos Lady Gaga, T-Pain, R. City, Kardinal Offishall, Jeffree Star y French Montana, han firmado con Akon a través de estos sellos. Akon tiene una carrera simultánea en la producción y composición de discos principalmente para artistas de sus respectivos sellos discográficos, sin embargo, a lo largo de su carrera, ha trabajado con artistas de la talla de Snoop Dogg, Sean Paul, Lionel Richie, Leona Lewis, Michael Jackson y Whitney Houston.
Forbes clasificó a Akon en el puesto 80 en Forbes Celebrity 100 en 2010 y en el quinto lugar en la lista de las 40 celebridades más poderosas de África, en 2011. Por otra parte, Billboard clasificó a Akon en el puesto número 6 en la lista de los mejores artistas de canciones digitales de la década.

## Biografía
Aliaune Damala Badara Akon Thiam nació el 16 de abril de 1973 en San Luis, Misuri, en el seno de una familia musulmana. Su madre es la bailarina Kine Gueye Thiam (de soltera Gueye), y su padre es el percusionista Mor Thiam. Mor Thiam nació en una familia Toucouleur de eruditos coránicos en Kaolack, Senegal. Akon pasó una parte importante de su infancia en Senegal, que describió como su "ciudad natal". Akon aprendió a tocar cinco instrumentos, incluidos la batería, la guitarra y el djembe. A los siete años, él y su familia se mudaron a Union City, Nueva Jersey, dividiendo su tiempo entre los Estados Unidos y Senegal hasta establecerse en Newark. Al crecer en Nueva Jersey, Akon tuvo dificultades para llevarse bien con otros niños. Cuando él y su hermano mayor llegaron a la escuela secundaria, sus padres los dejaron solos en Jersey City y trasladaron al resto de la familia a Atlanta, Georgia. Akon asistió a la escuela secundaria William L. Dickinson en Jersey City. Akon también conoció la criminalidad de las calles y llegó en un par de ocasiones a la cárcel. Ese tiempo entre rejas, tal y como él explica en numerosas ocasiones, le sirvió para canalizar sus conocimientos e intuiciones musicales.

## Carrera musical

### 2003–2005: Discovery andTrouble
El magnate de la música Devyne Stephens, presidente de Upfront Megatainment, escuchó por primera vez sobre Akon cuando el rapero Lil Zane lo llevó a la sala de ensayo de Stephens, un lugar que en ese momento vio cómo se desarrollaban talentos como Usher y TLC. La relación entre Stephens y Akon comenzó como una amistad y una tutoría, con el joven artista visitando regularmente para pedir consejo, y finalmente Stephens lo incorporó a su compañía de producción y comenzó a prepararlo profesionalmente. Las canciones que Akon grabó con Stephens llamaron la atención del sello SRC Records de Universal. Foster y el director ejecutivo de SRC Steve Rifkind abordó inmediatamente un avión privado a Atlanta para conocer al joven artista. Akon conocía el trabajo de Foster como productor Knobody, por lo que existía un respeto mutuo y la pareja se llevaba bien.
El álbum debut en solitario de Akon, Trouble, fue lanzado el 29 de junio de 2004. Generó los sencillos "Locked Up", "Lonely", "Belly Dancer (Bananza)", "Pot of Gold" y "Ghetto". "Locked Up" alcanzó el puesto número 8 en los EE. UU. y el número 5 en el Reino Unido. "Ghetto" se convirtió en un éxito de radio cuando DJ Green Lantern lo remezcló para incluir versos de los raperos 2Pac y The Notorious B.I.G. El álbum es un híbrido de la voz melódica de Akon, al estilo de África occidental, mezclada con ritmos de la costa este y del sur. La mayoría de las canciones de Akon comienzan con el sonido metálico de la puerta de una celda de la cárcel con él pronunciando la palabra "Konvict".
En 2005, lanzó el sencillo "Lonely" (sample de "Mr. Lonely" de Bobby Vinton). La canción alcanzó el top 5 en el Billboard Hot 100 y encabezó las listas en Australia, el Reino Unido y Alemania. Su álbum también subió al número uno en el Reino Unido en abril de 2005. Cuando el canal de música The Box tenía una lista semanal de los diez primeros, que se calculaba por la cantidad de solicitudes de videos, "Lonely" de Akon se convirtió en el sencillo de mayor duración en la parte superior del gráfico, que abarca más de quince semanas. Luego, Akon apareció en otros dos sencillos, "Keep on Callin" de P-Money del álbum Magic City, y el otro con el rapero neozelandés Savage con el sencillo "Moonshine", que se había convertido en un éxito tanto en Nueva Zelanda como en Australia, alcanzando el número uno en las listas de Nueva Zelanda. Un año después, en 2005, hizo su primera aparición como invitado aclamado por la crítica en el álbum debut de Young Jeezy, Let's Get It: Thug Motivation 101, con la canción "Soul Survivor". En diciembre del mismo año, su mánager, Robert Montanez, murió en un tiroteo tras una disputa en Nueva Jersey. 
En 2006, Akon y Young Jeezy sugirieron planes para un álbum colaborativo.

### 2006-2008:Konvicted
Akon comenzó su nuevo sello discográfico KonLive Distribution bajo Interscope Records. Su segundo álbum, Konvicted, fue lanzado en noviembre de 2006 y debutó en el número dos del Billboard 200, vendiendo 286.000 copias en su primera semana. Después de solo seis semanas, Konvicted vendió más de un millón de discos en los EE. UU. El álbum fue certificado platino después de siete semanas y después de dieciséis semanas fue certificado doble platino. Se mantuvo entre los veinte primeros del Billboard 200 durante 28 semanas consecutivas y alcanzó el puesto número dos en cuatro ocasiones. El 20 de noviembre de 2007, la RIAA certificó el álbum 'triple platino' con 3 millones de unidades vendidas en Estados Unidos.
El álbum incluyó colaboraciones con Eminem, Snoop Dogg y Styles P. El primer sencillo "Smack That" (con Eminem) fue lanzado en agosto de 2006 y alcanzó el puesto número dos en el Billboard Hot 100 durante cinco semanas consecutivas. El 5 de octubre de 2006, Akon rompió un récord en el Hot 100, ya que logró el mayor ascenso en los 48 años de historia de la tabla con "Smack That" saltando del número 95 al 7. El salto fue impulsado por su sexto debut en Hot Digital Songs con 67.000 descargas. Desde entonces, el récord se ha batido varias veces. "Smack That" fue nominada a Mejor Colaboración Rap/Cantada en la 49.ª Entrega Anual de los Premios Grammy, pero perdió ante Justin Timberlake y "My Love" de TI.
"I Wanna Love You", con Snoop Dogg, fue el segundo sencillo lanzado en septiembre, le valdría a Akon su primer sencillo número uno en el Billboard Hot 100 y el segundo de Snoop. "I Wanna Love You" encabezó las listas estadounidenses durante dos semanas consecutivas. En enero de 2007, se lanzó un tercer sencillo, "Don't Matter", que le valió su primer número uno en solitario y el segundo puesto consecutivo en la lista Hot 100. "Mama Africa" se lanzó como sencillo europeo en julio de 2007, lo que lo convierte en el cuarto sencillo general del álbum. Coincidiendo con el lanzamiento de la edición de lujo del álbum "Sorry, Blame It on Me", debutó en agosto de 2007 en el Hot 100 en el número siete.
En febrero de 2007, Akon lanzó su línea de ropa Konvict Clothing. Presenta ropa de calle urbana que incluye jeans de mezclilla, sudaderas con capucha, camisetas y sombreros. Aliaune es la versión de lujo, o línea de gama alta, para hombres y mujeres, que incluye blazers, jeans y otros artículos.
Produjo y apareció en "The Sweet Escape" de Gwen Stefani, que alcanzó el número 2 en el Billboard Hot 100. Akon actuó en el concierto Live Earth de Norteamérica. Más tarde grabó un remix de "Wanna Be Startin' Somethin'" de Michael Jackson para el relanzamiento del 25 aniversario de Jackson's Thriller. También trabajó con el grupo de bachata Aventura y el dúo de reggaeton Wisin & Yandel en "All Up 2 You". La canción recibió dos nominaciones en los Premios Lo Nuestro 2010 por "Canción Urbana del Año" y "Colaboración de Video del Año". Más adelante firmaría a Jayko, un artista hispano de R&B y Reggaeton, para su sello.

### 2008–2009:Freedom
Akon lanzó su tercer álbum Freedom el 2 de diciembre de 2008, que generó cuatro sencillos: "Right Now (Na Na Na)", "I'm So Paid" (con Lil Wayne y Young Jeezy), "Beautiful" (con Colby O 'Donis y Kardinal Offishall) y "We Don't Care". Freedom fue certificado platino en los Estados Unidos. El cantante de rap Nelly sugirió que Akon, Pharrell y T-Pain habían hablado sobre formar un supergrupo de rap en 2009. Akon y Konvict Muzik produjeron el lanzamiento de 2009 del grupo de hip hop/rock Flipsyde, State of Survival, lanzado a través de KonLive Distribution y Cherrytree Records. También fue el productor ejecutivo del cuarto álbum en solitario de Kardinal Offishall, Not 4 Sale. El primer sencillo "Dangerous", que contó con Akon, alcanzó el puesto número 5 en el Billboard Hot 100. Coescribió el éxito "Just Dance" de la artista de Kon Live Lady Gaga, y que obtuvo una nominación al Grammy a la Mejor Grabación de Baile en la 51.ª edición anual de los Premios Grammy.

Después de la inesperada muerte de Michael Jackson, con quien Akon estaba trabajando, Akon lanzó una canción tributo llamada "Cry Out of Joy". Akon afirmó ser amigo cercano de Jackson cerca del final de la vida de Jackson en una entrevista con el escritor británico de R&B Pete Lewis del galardonado 'Blues & Soul' en octubre de 2008. En julio de 2008, una canción llamada "Hold My Hand", un dúo/colaboración de R&B entre Michael Jackson y Akon, circuló por Internet. No se incluyó en la lista de canciones de Freedom como Akon declaró anteriormente. Durante una entrevista con Tavis Smiley, Akon dijo que Jackson había planeado un lanzamiento de alto perfil que incluía un video musical hasta que se filtró la pista. Esta es la última canción conocida de Jackson antes de morir el 25 de junio de 2009. Akon terminó de trabajar en la canción del álbum póstumo de Jackson, Michael, y se lanzó como sencillo en noviembre de 2010.
Akon coescribió y grabó "Put It on My Tab" con New Kids on the Block para su álbum de reunión de 2008 "The Block". También coescribió y produjo el sencillo "Forgive Me" de Leona Lewis y trabajó con la ganadora de X Factor 2008, Alexandra Burke, en su álbum debut. Más tarde trabajó con Whitney Houston para su álbum de regreso de 2009 "I Look to You", apareciendo en la canción "Like I Never Left". Akon colaboró con Pitbull en el sencillo "Shut It Down" del álbum "Rebelution" y trabajó con Matisyahu para remezclar su sencillo "One Day" en su álbum "Light". También coprodujo el sencillo debut de la cantante Natalia Kills, "Mirrors", de su álbum debut, "Perfectionist". IsThereSomethingICanDo.com,  el proyecto de colaboración de acción social entre los artistas Peter Buffett y Akon de 2009, se asoció con DoSomething.org para coincidir con el lanzamiento de "Blood Into Gold". La canción se centró en la trata de personas y contó con la participación de ambos artistas.
David Guetta colaboró con Akon en "Sexy Bitch", el primer tema de género house de Akon. La canción alcanzó el número uno en más de seis países y llegó al top 5 en el Billboard Hot 100. David Guetta y Akon trabajaron en númerosas canciones juntos, sin embargo, muchas de ellas no se encuentran disponibles en los principales servicios de música (algunos ejemplos: "Crank it Up", "That Na Na", "Change Comes").
Akon también participó produciendo el tema "Oh Africa" para el mundial de 2010 con Pepsi.
Según Forbes, Akon recaudó $13 millones en 2011, $21 millones en 2010, $20 millones en 2009 y $12 millones en 2008.

### 2010–2018: Álbum inéditoStadiumy descanso musical
Un sencillo, "Angel", producido por Guetta, fue lanzado en septiembre de 2010, que alcanzó el puesto 56 en las listas de Billboard de EE. UU., significativamente más bajo que sus salidas anteriores. Akon interpretó la canción durante el desfile de modas de Victoria's Secret de 2010. Akon viajó a Jamaica para trabajar con Damian, Julian y Stephen Marley. Casi al mismo tiempo, Akon colaboró con Dr. Dre y Snoop Dogg en "Kush", ubicándose en el número 36 en las listas de Billboard. El sencillo estaba inicialmente destinado al próximo álbum Detox de Dr. Dre; sin embargo, se eliminó de la lista final de pistas del álbum y finalmente el álbum no se lanzó. También contribuyó con "We Are the World: 25 for Haiti", un sencillo benéfico en ayuda del terremoto de Haití de 2010. Después de una pausa de casi tres años del trabajo en solitario, Akon lanzó el sencillo promocional "Dirty Work", con Wiz Khalifa, que se lanzó en febrero de 2013, alcanzando el puesto 31 en las listas de Rhythmic Billboard.
En noviembre de 2015, Akon anunció a través de su sitio web oficial que planeaba lanzar su cuarto álbum "Stadium" en cuatro versiones: Stadium-Island, Stadium-Urban, Stadium-World y Stadium-House. Estas ediciones del álbum iban a estar disponibles exclusivamente a través de la aplicación móvil Stadium, que sería compatible con anuncios pero permitiría a los fanes reproducir los álbumes. El álbum se pospuso indefinidamente y después de más de 10 años seguimos sin noticias, por lo que parece poco probable que finalmente salga. 
A finales de 2015 y principios de 2016, Akon lanzó los sencillos "Want Some", "Hypnotized" y "Good Girls Lie", tras firmar un nuevo contrato discográfico con Atlantic Records. En abril de 2016, Akon apareció en el programa de telerrealidad chino "I Am a Singer" junto con el cantante taiwanés Jeff Chang. Más tarde ese año, apareció en el remix del sencillo "Picky" de Joey Montana junto a Mohombi, y apareció junto a Chris Brown en el sencillo tributo a Michael Jackson de Gucci Mane " Moonwalk ".
A fines de 2017, lanzó un mixtape colaborativo con los firmantes de Konvict titulado Konvict Kartel Vol. 2.
En 2018 colaboró con el cantante de reggaeton Ozuna en el sencillo bilingüe "Coméntale", esa fue la primera vez que Akon cantó en español en una canción latina. En ese momento, afirmó que había adoptado el apodo de "El Negreeto" y buscaría colaboraciones con otros artistas de habla hispana.

### 2019–presente: Regreso a la música, Akonik Label Group,El Negreeto,AkondayAin't No Peace
Akon anunció su nuevo sello discográfico Akonik Label Group y también anunció que lanzará cuatro álbumes de estudio en diferentes géneros. En mayo de 2019, Akon lanzó su primer sencillo latino "Get Money", con el rapero puertorriqueño Anuel AA. Estaba destinado a ser el sencillo principal de su cuarto álbum "El Negreeto", pero parece ser que a causa de tensiones entre los dos artistas no apareció en la versión final del álbum. Se esperaba que el álbum se lanzara el 30 de agosto de 2019, pero se retrasó y se lanzó el 4 de octubre de 2019. El 6 de septiembre de 2019, Akon lanzó "Cómo No" con la cantante mexicano-estadounidense Becky G, como el sencillo principal de "El Negreeto". El álbum cuenta con tres videos musicales para los temas "Te Quiero Amar" con Pitbull, "Como No" con Becky G y "Solo Tú" con Farruko. El álbum también incluye una colaboración con Anitta en el tema "Boom Boom". 
Lanzó el álbum Akonda el 25 de octubre de 2019. Ese mismo año también se anunció la salida de un nuevo álbum llamado "Konnect", el cual no llegó a salir.
A finales de 2020, Akon publicó el que actualmente es su último álbum, Ain't No Peace. La canción que da nombre al álbum incluye un vídeo musical que refleja la brutalidad policial que se vive en Estados Unidos especialmente frente al colectivo afroamericano.
En 2021 y 2022 Akon ha seguido publicando nuevos temas, gran parte de ellos son colaboraciones con artistas latinoamericanos en los que sigue presentándose como "El Negreeto". 
A mediados de 2022 Akon publicó un nuevo EP junto a TeeManay bajo el sello Konvict Kulture.

## Discografía
Para una lista completa de todas las canciones, ver Lista de canciones de Akon

### Álbumes
| Año  | Álbum                     |
| ---- | ------------------------- |
| 2004 | Trouble                   |
| 2006 | Konvicted                 |
| 2008 | Freedom                   |
| 2012 | Koncrete (Mixtape)        |
| 2012 | Konkrete Jungle (Mixtape) |
| 2015 | Stadium                   |
| 2019 | El Negreeto               |
| 2019 | Akonda                    |
| 2020 | Ain't No Peace (EP)       |

### Sencillos
| Año  | Título                                               | Mejor posición en listas | Mejor posición en listas | Mejor posición en listas | Mejor posición en listas | Mejor posición en listas | Mejor posición en listas | Mejor posición en listas | Mejor posición en listas | Mejor posición en listas | Mejor posición en listas | Certificaciones                                                     | Álbum                                         |
| Año  | Título                                               | US                       | AUS                      | CAN                      | FRA                      | ALE                      | IRL                      | HOL                      | NZ                       | SUI                      | UK                       | Certificaciones                                                     | Álbum                                         |
| ---- | ---------------------------------------------------- | ------------------------ | ------------------------ | ------------------------ | ------------------------ | ------------------------ | ------------------------ | ------------------------ | ------------------------ | ------------------------ | ------------------------ | ------------------------------------------------------------------- | --------------------------------------------- |
| 2004 | "Locked Up"                                          | 8                        | 23                       | —                        | 12                       | 15                       | 10                       | —                        | —                        | 19                       | 5                        | - EE. UU: Oro                                                       | Trouble                                       |
| 2004 | "Ghetto"                                             | 92                       | —                        | —                        | —                        | —                        | —                        | 3                        | —                        | —                        | —                        |                                                                     | Trouble                                       |
| 2005 | "Lonely"                                             | 4                        | 1                        | —                        | 2                        | 1                        | 1                        | 1                        | 1                        | 1                        | 1                        | - EUA: Platino - AUS: 2× Platino - SUI: Oro - NZ: Oro               | Trouble                                       |
| 2005 | "Belly Dancer (Bananza)"                             | 30                       | 23                       | —                        | 45                       | 32                       | 11                       | —                        | 12                       | 40                       | 5                        | - EUA: Oro                                                          | Trouble                                       |
| 2005 | "Pot of Gold"                                        | —                        | —                        | —                        | —                        | 95                       | 33                       | —                        | —                        | —                        | 77                       |                                                                     | Trouble                                       |
| 2006 | "Smack That" (con Eminem)                            | 2                        | 2                        | —                        | 4                        | 5                        | 1                        | 6                        | 1                        | 3                        | 1                        | - EUA: 3× Platino - AUS: 3× Platino - NZ: Platino - CAN: 8x Platino | Konvicted                                     |
| 2006 | "I Wanna Love You" (con Snoop Dogg)                  | 1                        | 6                        | —                        | —                        | 14                       | 2                        | 21                       | 2                        | 16                       | 3                        | - EUA: 3x Platino - AUS: 2x Platino - NZ: Platino                   | Konvicted                                     |
| 2007 | "Don't Matter"                                       | 1                        | 9                        | 4                        | 6                        | 29                       | 1                        | 15                       | 1                        | 19                       | 3                        | - EUA: 3x Platino - NZ: Platino                                     | Konvicted                                     |
| 2007 | "Mama Africa"                                        | —                        | —                        | —                        | —                        | —                        | —                        | —                        | —                        | —                        | 47                       |                                                                     | Konvicted                                     |
| 2007 | "Sorry, Blame It on Me"                              | 7                        | 27                       | 17                       | 10                       | —                        | 9                        | —                        | 2                        | 46                       | 22                       | - EUA: Platino - NZ: Oro                                            | Konvicted                                     |
| 2008 | "Right Now (Na Na Na)" "Sweetest girl"               | 8                        | 17                       | 7                        | 8                        | 44                       | 18                       | 21                       | 5                        | 15                       | 6                        | - EUA: 2× Platino - AUS: Oro - NZ: Oro                              | Freedom                                       |
| 2008 | "I'm So Paid" (con Lil Wayne & Young Jeezy)          | 31                       | —                        | 41                       | 15                       | —                        | —                        | —                        | —                        | —                        | 59                       | - EE. UU: Platino                                                   | Freedom                                       |
| 2009 | "Beautiful" (con Colby O'Donis & Kardinal Offishall) | 19                       | 14                       | 16                       | —                        | 34                       | 13                       | 12                       | 13                       | 34                       | 8                        | - EUA: 2× Platino - AUS: Platino - NZ: Oro                          | Freedom                                       |
| 2010 | "Oh Africa" (con Keri Hilson)                        | —                        | —                        | —                        | —                        | —                        | —                        | —                        | —                        | 52                       | 56                       |                                                                     | Listen Up! (The Official 2010 FIFA World Cup) |
| 2010 | "Angel"                                              | 56                       | 57                       | 23                       | —                        | —                        | —                        | —                        | 20                       | —                        | —                        | - EE. UU: Oro                                                       | Stadium                                       |
| 2013 | "Dirty Work" (con Wiz Khalifa)                       | —                        | —                        | —                        | —                        | —                        | —                        | —                        | —                        | —                        | —                        |                                                                     | Stadium                                       |
| 2013 | "That Na Na"                                         | —                        | —                        | —                        | —                        | —                        | —                        | —                        | —                        | —                        | —                        |                                                                     | Stadium                                       |

### Colaboraciones
| Año  | Título                                                                                         | Posiciones   | Posiciones | Posiciones | Posiciones | Posiciones | Posiciones | Posiciones | Posiciones | Posiciones | Álbum                                     |
| Año  | Título                                                                                         | U.S. Hot 100 | U.S. R&B   | U.K.       | AUS        | ALE        | FRA        | BRA        | PT         | WW         | Álbum                                     |
| ---- | ---------------------------------------------------------------------------------------------- | ------------ | ---------- | ---------- | ---------- | ---------- | ---------- | ---------- | ---------- | ---------- | ----------------------------------------- |
| 1996 | "Fu-Gee-La" (Sly & Robbie Mix)" (Fugees con Akon)                                              | 29           | 13         | 21         | 43         | 6          | 22         | —          | —          | —          | The Score                                 |
| 2005 | "Keep on Calling" (P-Money con Akon)                                                           | —            | —          | —          | —          | —          | —          | —          | —          | —          | P-Money                                   |
| 2005 | "Baby I'm Back" (Baby Bash con Akon)                                                           | 19           | 52         | —          | —          | —          | —          | —          | —          | —          | Super Saucy/Trouble (Deluxe Edition)      |
| 2005 | "Soul Survivor" (Young Jeezy con Akon)                                                         | 4            | 1          | 16         | —          | 74         | —          | —          | —          | 28         | Let's Get It: Thug Motivation 101         |
| 2005 | "Moonshine" (Savage con Akon)                                                                  | —            | —          | 9          | —          | —          | —          | —          | —          | —          | Moonshine                                 |
| 2006 | "Girls" (Beenie Man con Akon)                                                                  | —            | 47         | —          | —          | —          | —          | —          | —          | —          | Undisputed                                |
| 2006 | "Snitch" (Obie Trice con Akon)                                                                 | –            | 47         | 44         | 39         | —          | 58         | —          | —          | —          | Second Round's on Me                      |
| 2006 | "I Am Not My Hair" (India.Arie con Akon)                                                       | 97           | 47         | 65         | —          | —          | —          | —          | —          | —          | Testimony: Vol. 1, Life & Relationship    |
| 2007 | "The Sweet Escape" (Gwen Stefani con Akon)                                                     | 2            | –          | 2          | 2          | 6          | 4          | 26         | —          | 1          | The Sweet Escape                          |
| 2007 | "I Tried" (Bone Thugs-n-Harmony con Akon)                                                      | 6            | —          | 69         | —          | —          | —          | 16         | —          | 24         | Strength and Loyalty                      |
| 2007 | "We Takin' Over" (DJ Khaled con Akon, T.I., Rick Ross, Fat Joe, Lil Wayne & Bryan Williams)    | 28           | 26         | —          | —          | —          | —          | —          | —          | —          | We the Best                               |
| 2007 | "Bartender" (T-Pain con Akon)                                                                  | 5            | 9          | —          | —          | —          | —          | 34         | —          | 18         | Epiphany                                  |
| 2007 | "The Way She Moves" (Zion con Akon)                                                            | 121          | —          | —          | —          | —          | —          | —          | —          | —          | The Perfect Melody                        |
| 2007 | "Speaker" (David Banner con Akon, Lil Wayne & Snoop Dogg)                                      | —            | 66         | —          | —          | —          | —          | —          | —          | —          | The Greatest Story Ever Told              |
| 2007 | "Sweetest Girl (Dollar Bill)" (Wyclef Jean con Akon, Niia, & Lil Wayne)                        | 12           | 110        | 66         | —          | 30         | —          | 26         | —          | 36         | Carnival Vol. II: Memoirs of an Immigrant |
| 2007 | "Graveyard Shift" (Kardinal Offishall con Akon)                                                | —            | —          | —          | —          | —          | —          | —          | —          | —          | Not 4 Sale                                |
| 2007 | "Hypnotized" (Plies con Akon)                                                                  | 14           | 22         | —          | —          | —          | —          | —          | —          | —          | The Real Testament                        |
| 2007 | "Get Buck in Here" (DJ Felli Fel con Diddy, Akon, Ludacris & Lil' Jon)                         | 41           | 87         | —          | —          | —          | —          | —          | —          | —          | Go DJ!                                    |
| 2007 | "Certified" (Glasses Malone con Akon)                                                          | —            | —          | —          | —          | —          | —          | —          | —          | —          | The Beach Cruiser                         |
| 2007 | "I'll Still Kill" (50 Cent con Akon)                                                           | 95           | 52         | —          | —          | —          | —          | —          | —          | —          | Curtis                                    |
| 2008 | "Ni Sohniye" (Kidd Skilly con Akon)                                                            | —            | —          | —          | —          | —          | —          | —          | —          | —          | The Witnis                                |
| 2008 | "Wanna Be Startin' Somethin' 2008" (Michael Jackson con Akon)                                  | 81           | —          | 57         | 8          | 63         | 10         | 34         | —          | —          | Thriller 25                               |
| 2008 | "What You Got" (Colby O'Donis con Akon)                                                        | 14           | 84         | —          | —          | —          | —          | —          | —          | —          | Secret Weapons: Colby O'Donis             |
| 2008 | "Dangerous" (Kardinal Offishall con Akon)                                                      | 5            | 50         | 16         | 50         | —          | 8          | —          | —          | —          | Not 4 Sale                                |
| 2008 | "Out Here Grindin" (DJ Khaled con Akon, Rick Ross, Plies, Lil Boosie, Ace Hood, & Trick Daddy) | 38           | 32         | —          | —          | —          | —          | —          | —          | —          | We Global                                 |
| 2008 | "Body on Me" (con Nelly & Ashanti)                                                             | 42           | 69         | 17         | 32         | —          | —          | —          | —          | —          | Brass Knuckles The Declaration            |
| 2009 | "Beautiful" (con Dulce María)                                                                  | —            | —          | —          | —          | —          | —          | —          | —          | —          | Dulce Maria EP                            |
| 2009 | "All Up To You" (con Aventura y Wisin & Yandel)                                                | 108          | —          | —          | —          | —          | —          | —          | —          | —          | The Last                                  |
| 2009 | "Celebration" (con Madonna)                                                                    | 5            | 1          | 1          | 10         | 13         | 1          | 22         | 11         | 3          | Celebration                               |
| 2009 | "Sexy Bitch" (con David Guetta)                                                                | 5            | —          | 1          | 2          | 1          | 2          | 22         | —          | —          | One Love                                  |
| 2010 | "Hold My Hand" (con Michael Jackson)                                                           | 39           | 33         | 10         | 37         | 7          | 27         | —          | —          | 10         | Michael                                   |
| 2010 | "We Are the World 25 for Haiti" (con Artists for Haiti)                                        | 2            | —          | 50         | 18         | —          | —          | —          | —          | —          | Sencillo con fines benéficos              |
| 2010 | "Shut It Down" (Bob Sinclar con Akon, Karmin & Fatman Scoop)                                   | 42           | —          | 33         | 18         | 30         | 50         | —          | —          | —          | Rebelution                                |
| 2010 | "Body Bounce" (Kardinal Offishall con Akon)                                                    | —            | —          | 16         | —          | —          | —          | —          | —          | —          | Mr. International                         |
| 2011 | "I just had sex" (The Lonely Island)                                                           | 30           | —          | 68         | 10         | —          | —          | —          | —          | —          | Turtleneck and Chain                      |
| 2011 | "Crank It Up" (con David Guetta)                                                               | —            | —          | 96         | 49         | 43         | 64         | —          | —          | —          | Nothing But the Beat                      |
| 2011 | "Who Dat Girl" (Flo Rida con Akon)                                                             | 29           | 65         | 64         | 10         | 35         | —          | —          | —          | —          | Only One Flo (Part 1)                     |
| 2012 | "Like Money" (Wonder Girls)                                                                    | —            | —          | —          | —          | —          | —          | —          | —          | —          | Like money                                |
| 2012 | "Play Hard" (David Guetta con Akon & Ne-Yo)                                                    | —            | —          | 22         | 16         | 8          | 32         | —          | —          | —          | Nothing But the Beat 2.0                  |